# Spézet
 Spézet  (en bretón Speied) es una población y comuna francesa, en la región de Bretaña, departamento de Finisterre, en el distrito de Châteaulin y cantón de Carhaix-Plouguer.

## Demografía
| 2555 | 2299 | 2165 | 2076 | 2038 | 1861 |
| Para los censos de 1962 a 1999 la población legal corresponde a la población sin duplicidades (Fuente: INSEE [Consultar]) |      |      |      |      |      |

## Puntos de interés
- Jardín Botánico de las Montañas Negras